# Diagrama de Penrose
Em física teórica, um diagrama de Penrose (nomeado pelo físico matemático Roger Penrose) é um diagrama bidimensional que capta as relações causais entre diferentes pontos no espaço-tempo. É uma extensão do diagrama de Minkowski onde a dimensão vertical representa o tempo, e a dimensão horizontal representa o espaço, e as linhas inclinadas em um ângulo de 45° correspondem aos raios de luz. A maior diferença é que localmente, a métrica em um diagrama de Penrose é equivalente conformalmente a atual métrica no espaço-tempo. O fator conformal é escolhido tal que o espaço-tempo inteiro infinito seja transformado em um diagrama de Penrose de tamanho finito. Para espaços-tempos esfericamente simétricos, cada ponto no diagrama corresponde a uma esfera "ordinária" ("esfera 2"). 